# Bohaterowie są zmęczeni
Bohaterowie są zmęczeni (fr. Les héros sont fatigués) – francusko-niemiecki film przygodowy z 1955 roku w reżyserii Yves'a Ciampiego.

## Opis fabuły
Były francuski pilot wojskowy Michel Riviere przyjeżdża do Afryki, a konkretnie do miasta Free City. Żywi on gorącą nadzieję, że znajdzie tutaj kupca na diamenty, które znalazł w swoim samolocie. Postanawia zatrzymać się na noc w hotelu prowadzonym przez Severina – nikczemnego człowieka, z którego żoną ma romans. Udaje mu się znaleźć kupca – jest nim były niemiecki pilot wojskowy Wolf Gerke. Nie wszystko jednak ułoży się tak, jak chciałby tego Michel.

## Obsada aktorska
- Yves Montand (Michel Rivière)
- Gordon Heath (Sidney)
- Gert Fröbe (Hermann)
- Elisabeth Manet (Nina)
- Alexandre Mihalesco
- Curd Jürgens (Wolf Gerke)
- Bernard Dumaine
- Harry-Max
- Hans Verner (Olsen)
- Gérard Oury (Villeterre)
- Jean Servais (François Séverin)
- María Félix (Manuella)

i inni